# Lingua italiana in Canada
La lingua italiana in Canada ha conosciuto una grande diffusione a partire dal XIX secolo, in particolare in virtù dell'emigrazione italiana. Secondo il Censimento del Canada 2021, 1.546.390 canadesi (il 4,3% della popolazione totale) hanno dichiarato piena o parziale ascendenza italiana, e l'italiano è la nona lingua più parlata in Canada con 547.655 parlanti, oltre a 319.505 madrelingua. L'italiano viene appreso come lingua straniera anche in Canada da 37.375 studenti a partire dal 2019.

## Storia dell'emigrazione italiana in Canada
Subito dopo l'Unità d'Italia, l’Italia conobbe in modo massiccio il fenomeno dell'emigrazione. Se fino a quel momento le mete migratorie erano state perlopiù europee, a partire dalla seconda metà dell'Ottocento fece la sua comparsa l'emigrazione transatlantica verso le Americhe, in direzione di terre che divennero destinazione tipica per gli italiani. I primi immigrati provenivano per la maggior parte da Basilicata, Sicilia, Puglia, Piemonte, Lazio, Abruzzo e Molise. Si trattava per lo più di uomini soli, senza quindi essere accompagnati da familiari o conoscenti, che avevano lasciato il Paese d'origine a causa della crescita demografica, della mancanza di lavoro e dell'alta tassazione, con l'intenzione di farvi presto ritorno.
A partire dagli anni '80 dell''800 il Canada era un Paese in piena espansione che necessitava di grandi opere infrastrutturali in grado di migliorare i trasporti e le comunicazioni tra le vaste aree del suo territorio. Risale a questi anni la costruzione di importanti tratti ferroviari e di canali che generò una crescente richiesta di manodopera. Il numero di italiani trasferiti in Canada per la costruzione della ferrovia canadese, la Canadian Pacific Railway, nel censimento del 1881 ammontava a 1.849 cittadini. Intorno alla fine del secolo si ebbe un'ulteriore crescita del numero degli italiani in Canada, con un mutamento dei flussi migratori, non costituiti esclusivamente da uomini adulti di età compresa tra i venti e i quarantacinque anni, ma anche da donne e bambini. Dal 1900 al 1913, anche se con numeri minori rispetto a Stati Uniti, Brasile e Argentina, il Canada accolse circa 60.000 italiani, per la maggior parte di origine meridionale (Calabria, Abruzzo, Molise e Campania) e del nordest (Veneto e Friuli-Venezia Giulia) che andarono a insediarsi non solo nei poli industriali nell'Ontario Toronto e Ottawa, ma anche in piccole città. Tra queste, dove ancora oggi la presenza della comunità italiana è importante: Hamilton, Guelph, Windsor e Thunder Bay.
In questi anni nacquero anche le cosiddette Little Italies, quartieri a forte presenza italiana. All'interno di queste città ci si allontanò dalle professioni tipiche richieste agli italiani, quelle di manovale e operaio: gli italiani ebbero l'opportunità di aprire piccole imprese e di praticare i mestieri che erano stati imparati nei paesi di origine. Molti di loro divennero barbieri, riparatori di scarpe, droghieri, fruttivendoli e panettieri. Questi negozi iniziarono così a caratterizzare l'aspetto dei quartieri italiani. Si sviluppò presto quella che viene definita "catena migratoria"(MacDonald e MacDonald, 1964), ovvero gli emigrati arrivati in Canada andavano in genere a formare degli aggregati omogenei secondo l'area geografica di provenienza, creando una rete di solidarietà e di supporto economico, linguistico e sociale. Così gli emigrati della stessa regione, e spesso addirittura dello stesso comune, andavano ad abitare nelle stesse città, negli stessi quartieri, persino nelle stesse strade. I migranti venivano a conoscenza di opportunità, dei metodi di viaggio, ottenevano un impiego e una dimora grazie alle relazioni sociali con chi si trovava nella terra di destinazione.
Il "boom" migratorio dall'Italia verso il Canada si verificò a partire dalla fine del secondo conflitto mondiale e riguardò in misura maggiore coloro che provenivano da Lazio, Abruzzo, Friuli, Veneto, Campania, Calabria e Sicilia. Numerosi furono anche gli italiani dell'Istria e della Dalmazia emigrati in Canada a seguito dell'esodo giuliano dalmata. Tra i primi anni 1950 e la metà degli anni 1960, circa 20.000-30.000 italiani sono immigrati in Canada annualmente, superando coloro che nello stesso periodo si sono recati negli Stati Uniti. Alla fine degli anni sessanta del XX secolo, l'economia italiana conobbe un periodo di crescita e ripresa, rimuovendo uno dei principali incentivi all'emigrazione. Il 90% degli italiani immigrati in Canada dopo la seconda guerra mondiale è rimasto in Canada e, decenni dopo quel periodo, la comunità aveva ancora una buona conoscenza della lingua italiana. Dal 2001 si è registrato un calo complessivo nell'uso della lingua italiana.
Dagli anni novanta del XX secolo si è assistito a una generale diminuzione dell'emigrazione italiana in Canada. In dieci anni, dal 1991 al 2000, gli italiani entrati in Canada sono stati 4.765. In seguito alla crisi economica del 2008 c'è stata una massiccia ripresa dell'emigrazione, soprattutto da parte dei giovani. Secondo i dati pubblicati dall'AIRE (Anagrafe degli italiani residenti all'estero), i cittadini italiani residenti in Canada nel 2017 erano 140.633, circa 500 in meno rispetto all'anno precedente ma 3.000 in più rispetto ai dati raccolti nel 2012. Nel 2019 gli italiani residenti in Canada erano 139.578, di cui 67.251 femmine e 72.327 maschi.
Nel 2019, il Canada è l'undicesimo paese di destinazione per gli emigrati italiani e tra i paesi extra-europei il quarto dopo Brasile, Stati Uniti e Australia (nel complesso 18.000 cittadini italiani). Rispetto al passato sono cambiate le competenze dei migranti: oggi sono numerosi i ricercatori, operai specializzati e imprenditori. Nel 2018 più della metà dei cittadini italiani che si sono trasferiti all'estero (53%) era in possesso di un titolo di studio medio-alto: 33.000 diplomati e 29.000 laureati. Rispetto all'anno precedente il numero dei diplomati e dei laureati emigrati è aumentata (rispettivamente, +1% e +6%). L'incremento è molto più consistente se si amplia lo spettro temporale: rispetto a cinque anni prima gli emigrati con titolo di studio medio-alto sono cresciuti del 45%. In Canada è richiesto personale altamente qualificato in aree che risultano carenti nel territorio, in particolare nelle tecnologie dell'informazione e della comunicazione.
| Anno | Popolazione | % di immigrati in Canada | % della popolazione canadese |
| ---- | ----------- | ------------------------ | ---------------------------- |
| 1986 | 366.820     | 9,4%                     | 1,5%                         |
| 1991 | 351.615     | 8,1%                     | 1,3%                         |
| 1996 | 332.110     | 6,7%                     | 1,2%                         |
| 2001 | 315.455     | 5,8%                     | 1,1%                         |
| 2006 | 296.850     | 4,8%                     | 0,9%                         |
| 2011 | 260.250     | 3,6%                     | 0,8%                         |
| 2016 | 236.635     | 3,1%                     | 0,7%                         |
| 2021 | 204.070     | 2,4%                     | 0,6%                         |

| Anno | Popolazione | % del totale degli immigrati all'estero in Canada |
| ---- | ----------- | ------------------------------------------------- |
| 2012 | 137.045     | 3,1%                                              |
| 2016 | 141.203     | 2,8%                                              |
| 2017 | 140.633     | 2,7%                                              |
| 2022 | 142.996     | 2,4%                                              |

## Uso della lingua
Nel 1991, l'italiano era la lingua non ufficiale con il maggior numero di madrelingua, 449.660, davanti al tedesco e al cinese. Al censimento canadese del 2021, dei 1.546.390 italo-canadesi, 319.505 dichiarano la lingua italiana come madrelingua. L'italiano è la nona lingua più parlata in Canada con 547.655 parlanti. Dal 2001 si è registrato un calo complessivo nell'uso della lingua italiana.
Al censimento del 2021, la maggior parte dei madrelingua italiani vive nella Greater Toronto Area (125.895; 39,4%) o nella Greater Montréal Area (87.565; 27,4%).
I dati del 2011 relativi all'utilizzo della lingua italiana da parte dei giovani italo-montrealesi nel contesto familiare riportano che "il 38% di essi parla l'italiano, da solo o con altre lingue, nelle interazioni con la madre e il 34% in quelle con il padre, mentre se si considera solo l'italiano tali percentuali scendono al 3% con la madre ed al 7% con il padre". Le percentuali dell'uso del solo italiano salgono nell'interazione con i nonni: il 60% dei giovani parla solo italiano con la nonna ed il 58% solo italiano con il nonno<refSecondo l'autore queste percentuali potrebbero essere dovute al fatto che, per far sì che i figli abbiano un'ottima competenza in due lingue, i genitori hanno adottato la strategia linguistica: "una persona una lingua".
Secondo Bruno Villata l'italo-canadese:
- è utilizzato soprattutto nell'ambito familiare o nelle comunicazioni con gli amici;
- è parlato perlopiù da persone anziane;
- non viene più impiegato per trasmettere conoscenza e sapere;
- gode di poco prestigio presso i giovani perché lo percepiscono come appartenente al passato[34].

| Anno | Madrelingua Italiano | Parlanti totali di lingue non ufficiali (non inglese o francese) (%) | Parlanti totali (%) | % di italo-canadesi | Variazione totale in % |
| ---- | -------------------- | -------------------------------------------------------------------- | ------------------- | ------------------- | ---------------------- |
| 1991 | 449.660              | 12,7%                                                                | 1,7%                | 39,2%               | N/A                    |
| 1996 | 484.500              | 10,5%                                                                | 1,7%                | 40,1%               | +7,7%                  |
| 2001 | 469.485              | 9,0%                                                                 | 1,6%                | 37,0%               | −3,1%                  |
| 2006 | 455.040              | 7,4%                                                                 | 1,5%                | 31,5%               | −3,1%                  |
| 2011 | 407.485              | 6,2%                                                                 | 1,2%                | 27,4%               | −10,5%                 |
| 2016 | 375.645              | 5,1%                                                                 | 1,1%                | 23,7%               | −7,8%                  |
| 2021 | 319.505              | 4,1%                                                                 | 0,9%                | 20,7%               | −14,9%                 |

| Anno | Popolazione |
| ---- | ----------- |
| 1991 | 701.910     |
| 1996 | 694.125     |
| 2001 | 680.970     |
| 2006 | 660.945     |
| 2011 | 595.600     |
| 2016 | N/A         |
| 2021 | 547.655     |

### Italiese e Italianese
In letteratura viene fatta una distinzione della lingua italo-canadese in italiese e italianese. L'unione tra inglese, dialetti italiani e italiano standard dà origine all'italiese, termine coniato da Gianrenzo Clivio nel 1975, facendo riferimento alla lingua parlata dai discendenti di immigrati italiani in Canada. L'italiese presenta la morfosintassi dell'italiano popolare, il lessico perlopiù inglese e la pronuncia tipica del dialetto dell'area di provenienza.
Il termine è stato poi successivamente impiegato per riferirsi all'inglese utilizzato negli Stati Uniti, Inghilterra, Australia e Nuova Zelanda e recentemente viene impiegato anche in Italia per riferirsi ai prestiti dall'inglese.
L'italiese si distingue dalla lingua parlata nelle zone francofone, mentre per l'italianese, i prestiti linguistici non provengono solo dall'inglese canadese ma anche dal francese canadese, altra lingua ufficiale del Canada parlata in particolare in Quebec, Ontario e Nuovo Brunswick.
Quindi l'italiese e l'italianese consistono in un insieme di dialetto italiano, italiano standard (anche se non parlato fluentemente dalla maggioranza dei parlanti), prestiti dall'inglese canadese o dal francese canadese, e rappresentano un codice italiano comune per la comunicazione tra parlanti di diversi dialetti. La pronuncia varia a seconda del dialetto di origine del parlante.

### Erosione linguistica

#### Lessico
Secondo Clivio e Danesi (2000) e Villata (2010), i prestiti lessicali costituiscono una risposta psicolinguistica al nuovo Paese e si riferiscono a oggetti e idee del mondo lavorativo e sociale dell'immigrato: la casa, gli strumenti di lavoro, gli oggetti quotidiani, i sentimenti e l'abbigliamento. Descrivono cioè tutti quei termini che sono fondamentali per la comunicazione di tutti i giorni e per muoversi all'interno del nuovo ambiente.
Di seguito un elenco di alcuni prestiti di parole inglesi comuni che sono state trasformate nella forma italo-canadese:
- store ("storo", negozio);
- sink ("sinco", lavandino);
- cake "checca", torta);
- mortgage ("morgheggio", ipoteca/mutuo);
- fence ("fenza", recinto);
- ticket ("ticchetta", biglietto);
- to push ("pusciare", spingere);
- to paint ("pintare", verniciare);
- to freeze ("frisare", congelare);
- smart ("smarto", intelligente);
- cheap ("cippe", economico)[48].

Di seguito un elenco di alcuni prestiti di parole francesi comuni che sono state trasformate nella forma italo-canadese:
- assurance ("asciuranza", assicurazione);
- cave ("cava", cantina);
- majorité ("majorità", maggioranza);
- fermer ("fermare", chiudere);
- chomage ("sciomaggio", disoccupazione).

In alcuni casi la possibilità di avere prestiti da entrambe le lingue ha portato ad avere due termini equivalenti, uno francese e uno inglese, per designare lo stesso concetto. Per esempio la parola italo-canadese "permesso" deriva dal francese permis de conduire che ha come equivalente dall'inglese "licenza" da driving licence (ital. "patente") o "magazine" che deriva dal francese magasin che ha come equivalente dall'inglese "storo" da store (ital. "negozio"). Secondo Villata (1990) il francese è stato la base per il lessico italo-canadese della prima generazione, mentre la seconda ha maggiormente utilizzato termini provenienti dall'inglese.
Sono frequenti anche i fenomeni di utilizzo di parole italiane che assomigliano all'inglese ma che hanno significati diversi:
- "gioco" (dall'inglese joke: "scherzo");
- "messa" (dall'inglese mess: "pasticcio");
- "principale" (dall'inglese principal: "capo");
- "sopportare" (dall'inglese to support: "sostenere" [finanziariamente]);
- "tronco" (dall'inglese trunk: "baule").

Dal punto di vista lessicale in italo-canadese sono frequenti anche i fenomeni di calchi ovvero "un particolare tipo di prestito per il quale nella lingua ricevente non viene ripresa la parola, ma viene riprodotta la sua struttura", come "aspetto per" (ing. I'm waiting for), "fa senso" (ing. it makes sense), "guardi bene" (ing. you look well [good]).
L'utilizzo dei vezzeggiativi è molto comune, ad esempio sono attestate forme come È passato un trocchetto" ("camioncino", da truck), "bechiceddra" ("busta di piccole dimensioni", da bag, su influsso del cosentino) e "loncitieddru" ("pranzetto", da lunch, su influsso del cosentino).

#### Morfosintassi
In uno studio effettuato da Kristin Reinke sulla base di 30 interviste approfondite a italo-canadesi, effettuate dal 1999 al 2004 e pubblicate nel 2006, emergono alcuni aspetti interessanti riguardo alla morfosintassi utilizzata da italo-canadesi.

##### Nomi: il genere e il numero
Riguardo ai nomi e ad eventuali errori determinati dal loro utilizzo, c'è una differenza significativa tra la prima generazione e la seconda generazione: il 2,8%  e il 5,0% dei sostantivi impiegati dai due gruppi di parlanti, rispettivamente, presentano delle deviazioni rispetto allo standard. Mentre il 65,5% degli errori sono dovuti a un uso non corretto del genere, il 35,5% si riferisce al numero. Queste percentuali confermano quanto è stato dimostrato dagli studi sull'apprendimento dell'italiano come LS (lingua straniera): il genere viene acquisito in un momento successivo rispetto al numero. Gli errori riguardano principalmente i nomi al plurale (85,1%) e il genere femminile e in gran parte possono essere correlati al contatto linguistico con la lingua francese; questo potrebbe spiegare forme come l'"artrose" (invece di "artrosi") per l'influenza del francese arthrose, un "libre" (invece di un "libro") per l'influenza del termine francese livre, "le tax" (invece di "tasse") da les tax e "le program televisive" (invece di "i programmi televisivi") dal francese les Programs. Inoltre il 26.3 % degli errori riguarda l'applicazione della desinenza -i, della I classe (per esempio libro/libri) e della III classe maschile (per esempio fiore/fiori), a nomi che appartengono alla II classe flessiva (per esempio personi invece di persone). In questo caso non si ha un'influenza del francese ma una delle ipotesi per spiegare questo fenomeno è il contatto con alcuni dialetti italo-romanzi come il siciliano che utilizza un unico marcatore di genere plurale (Rohlfs, 1968; Varvaro, 1988). Le forme deviate non possono essere dovute a un'influenza dell'inglese dato che in questa lingua, com'è noto, non vi è un riferimento al genere, eccettuati casi particolari. Al contrario, la conoscenza della regola del genere porterebbe ad aggiungerlo ove non necessario in termini presenti nel vocabolario standard e sarebbe la conseguenza di forme attestate nella lingua utilizzata dagli italo-canadesi come barro (bar), sporto (sport), nordo (nord), sudo (sud) e clubi (club). Alcuni sostantivi come associazione, generazione, informazione ecc. diventano frequentemente invariabili e vengono usati al singolare, molto probabilmente in analogia alla II classe flessiva che termina in -e; è quindi possibile che gli oratori percepiscano già la desinenza -e come un marcatore plurale. La stessa conclusione viene riportata da Chini (1995) nel suo studio sull'acquisizione dell'italiano come L2 e da Bettoni (1991) sull'italiano parlato in Australia.

##### Pronomi personali: utilizzo divoial posto dilei
La prima generazione di italo-canadesi, secondo gli studi di Reinke, nell'1,1% dei casi compie degli errori nell'utilizzo dei pronomi personali, la seconda generazione nel 3,0% dei casi. In alcune occasioni, da parte di discendenti siciliani, viene impiegata la forma siciliana idu al posto di lui. In generale l'errore più frequente è l'uso della seconda persona plurale voi al posto della terza persona singolare lei (66,6%). Questo può essere ricondotto in parte dal contatto linguistico con il francese dove la forma di cortesia è, infatti, la seconda persona plurale vous; in parte il fenomeno è presente anche nella lingua italiana anche se in casi rari, arcaici o che esprimono profondo rispetto. Voi è, inoltre, attualmente considerato la forma cortese in diverse regioni italiane come Calabria, Napoli, Puglia settentrionale, Roma, Canton Ticino e Corsica (Rohlfs 1969), Campania (Radtke 1988) e Sicilia (Varvaro 1988).

#### Morfologia

##### Verbi: il congiuntivo
L'89,9% dei verbi utilizzati durante le interviste effettuate da Reinke a italo-canadesi appartengono all'italiano standard: la prima generazione ha usato il 4,3% di forme errate e la seconda generazione il 16,9%. In generale si è evidenziata la tendenza a non utilizzare il congiuntivo (98,4% dei casi), tendenza che si è manifestata del resto anche in Italia (Berruto, 1987). In trenta interviste si sono registrate solo due forme di congiuntivo che sono state utilizzate correttamente ("sembra che sia una cosa buone", "a meno che non piova" ) insieme a due fenomeni di ipercorrezioni ("e allora ecco perché ci sia la differenza", "so(no) veramente, come si dice, non mi vengano"). Il congiuntivo viene sostituito dalle espressioni forse, probabilmente, può darsi ("credo che forse ha ragione") o dal futuro, orientamento osservato anche nell'italiano parlato in Italia. Un altro errore frequente che si osserva nei dialoghi è l'omissione della congiunzione che ("non penso [che] sarà come adesso / penso piuttosto / sarà come a New York, mi sembra [che] sarà un po' difficile you know"), probabilmente a causa dell'influsso dell'inglese dato che that, in certe condizioni, può essere sottinteso. La tendenza a evitare o sbagliare il congiuntivo può essere ricondotta in gran parte allo scarso utilizzo di questo nei dialetti del sud Italia, zone da dove perlopiù è stata attiva l'emigrazione verso il Canada. Un'ulteriore motivazione è da ricondurre all'idea diffusa della difficoltà nel suo utilizzo e la sua bassa funzionalità, tanto che nei Paesi dove viene appreso l'italiano come LS è l'ultimo tempo verbale che viene studiato.

#### Sintassi

##### Omissione degli articoli determinativi prima del possessivo
Nell'italo-canadese si registra un alto numero di deviazioni rispetto allo standard circa l'uso dei possessivi (17,0%). I parlanti italo-canadesi di prima generazione utilizzano l'8,0% di forme deviate rispetto alla norma e i parlanti di seconda generazione il 18,9%. L'errore più frequente (18,4% dei casi) è l'omissione dell'articolo determinativo di fronte a un possessivo ("mio paese", "mio libro"). Una spiegazione di questo fenomeno può essere il contatto con l'inglese e con il francese dove non esiste la forma articolo+possessivo o, come ritiene Berruto (1993), ciò è da far ricondurre all'italiano popolare. La mancanza dell'articolo caratterizza anche l'italiano dei lavoratori in Svizzera (Berruto 1990; Beretta 1990; Valentini 1990; Berruto 1991; Banfi 1993 e 1994; Chini 1995; Chini e Ferraris 2003) e l'italiano in altri contesti di emigrazione (Bettoni 1990; Gobbi 1994).

#### Ortografia
Dal punto di vista ortografico numerosi sono i fenomeni di approssimazioni, cioè parole inglesi o francesi che sono scritte come apparirebbero in italiano, come donguori (don't worry, "non preoccuparti") e tencsalotto (thanks a lot, "grazie mille") (Clivio 1986; Danesi 1985).

### Commutazione di codice
La commutazione di codice (code switching) "è il passaggio da una lingua a un'altra all'interno del discorso di uno stesso parlante. […] non va confusa con l'alternanza di codice, che è invece la scelta dell'una o l'altra delle lingue possedute da un parlante bilingue a seconda della situazione o dell'ambito comunicativo (famiglia, amici, scuola, università, uffici, negozi, ecc.)".
La commutazione di codice è oggi frequentemente utilizzata dalle seconde e dalle terze generazioni che, a differenza dei nonni, raramente ricorrono all'"italianizzazione" dei termini inglesi e, nel momento in cui hanno difficoltà con l'esprimersi in italiano, utilizzano il corrispettivo termine inglese («Arrivederci e take care easy»).
Inoltre la commutazione di codice la troviamo, sia nello scritto sia nel parlato, per differenziare quei dialoghi e situazioni che avvengono in ambiente domestico rispetto alla lingua utilizzata al lavoro o in comunità.
Per esempio, nel caso di tre autori italo-canadesi come Nino Ricci (Leamington, 1959), Frank Paci (Pesaro, 1948), Mary Malfi (Roma, 1957), l'italiano e i dialetti di origine vengono impiegati per identificare coloro che appartengono alla comunità italiana, per i dialoghi e per i termini utilizzati nell'intimità familiare (Camarca, 2005). Il code switching nella letteratura viene anche impiegato come strumento per aumentare il realismo di alcune scene, per evidenziare l'importanza della lingua e della cultura di appartenenza (Jonsson, 2005) e per rappresentare la voce interna dell'autore quando appare all'interno del testo narrativo (Callahan, 2004).

## La cultura italiana in Canada
La diffusione della lingua e della cultura italiana venne incentivata a partire dal secondo dopoguerra attraverso i mezzi di comunicazione di massa, importanti per mantenere vivo il senso di appartenenza al proprio Paese di origine.

### Insegnamento della lingua italiana in Canada
Il Canada è il dodicesimo Paese a livello mondiale per numero di studenti della lingua italiana, con un totale di 37.375 alunni.
L'interesse verso la lingua italiana è dovuto principalmente a motivi personali e alla volontà di relazionarsi con i membri della famiglia di origine italiana. Ma gli interessi sono anche di arricchimento culturale e a volte professionale: diversi giornalisti, studiosi, medici ed artisti sono studenti di lingua italiana.

#### L'insegnamento dell'italiano nel sistema scolastico
All'interno del sistema scolastico canadese l'italiano è una delle cosiddette International Languages e i programmi di lingua italiana sono chiamati Extended Day. Nel 2023, erano presenti 6.000 studenti delle scuole primarie iscritti al programma diurno esteso in lingua italiana dello York Catholic District School Board.Solitamente all'interno delle scuole le discipline curricolari vengono insegnate soltanto in francese o in inglese e di conseguenza l'insegnamento curricolare di una terza lingua a partire dalla scuola secondaria è un'esperienza limitata. In generale nella maggior parte delle classi l'insegnamento dell'italiano ha carattere facoltativo e si svolge il sabato mattina, in altre, dove i residenti del quartiere sono in maggioranza di discendenza italiana, l'insegnamento della lingua italiana è integrato con gli altri insegnamenti curriculari e coinvolge tutti gli studenti, compresi quelli che non hanno discendenza italiana. Per le scuole elementari non viene richiesta nessuna particolare qualifica agli insegnanti di lingua, se non quella di conoscerla. Nelle scuole medie e superiori al personale docente è richiesto il possesso di specifici titoli di studio.
In molte università canadesi come quelle nella provincia del Québec e nelle quattro principali università di Montréal, esistono sezioni di italiano nei dipartimenti di Lingue straniere. Tuttavia è necessario avere un numero minimo di iscritti per attivare il corso e spesso le università non riescono a raggiungere queste richieste.

#### L'insegnamento dell'italiano al di fuori delle scuole
I corsi extracurricolari di lingua italiana sono tenuti dagli Enti Gestori, organizzazioni senza scopo di lucro che hanno come obiettivo promuovere e diffondere la lingua e la cultura italiana.
In Canada sono attivi dieci Enti Gestori:
- Italian-Canadian Cultural Assosiation (ICCA) of Nova Scotia;
- Patronato Italo-Canadese Assistenza agli Immigrati (PICAI);
- Centro Scuola Dante Alighieri (CESDA);
- Centro giovanile formativo italo-canadese;
- Centro Scuola e Cultura Italiana;
- Società Dante Alighieri- Comitato di Winnipeg;
- Hamilton Dante Centre for Italian Language and Culture;
- Italian Cultural Centre;
- Società Dante Alighieri- Comitato di Edmonton;
- Centro Linguistico e Culturale italiano di Calgary (CLCIC).

Anche presso gli istituti italiani di cultura (IIC) si svolgono attività di diffusione della lingua e della cultura italiana nel mondo "[…]attraverso la predisposizione di una programmazione culturale annuale nonché mediante la creazione di una rete di rapporti con le istituzioni dei Paesi ospitanti, proponendosi come centri propulsori di attività e di iniziative di cooperazione culturale e contribuendo, in particolare, alla creazione di condizioni favorevoli all'integrazione degli operatori italiani nei contesti culturali internazionali". In Canada sono attivi due IIC: quello di Montréal e quello di Toronto. Inoltre in Canada è attiva la Società Dante Alighieri con sette sedi a Edmonton, Montréal, Ottawa, Québec, Vancouver, Windsor e Winnipeg. Oltre agli Enti Gestori e agli IIC esistono altre associazioni che si occupano di organizzare corsi di lingua italiana, alcune interne alle università come la US News Education e l'Associazione Italiana degli Agenti e dei Consulenti Linguistici per lo studio all'estero (IALCA). È anche presente l'Immigration Canada: Studying in Canada che si occupa anche, tra le altre cose, di programmi di soggiorno-studio per studenti stranieri.
Nel 2017, sotto i governi Renzi e Gentiloni, sono stati istituiti fondi quadriennali destinati agli enti gestori dal valore di 150 milioni di euro così ripartiti: 112.350.000 euro al Centro Scuola di Toronto, 35.000 euro al PICAI, 15.000 euro al CESDA, 67.000 euro al CCI di Vancouver, 4.000 euro all'ente gestore di Edmonton, 4.000 euro alla Dante Alighieri di Edmonton. Questi finanziamenti sono stati fatti al fine di promuovere la lingua e la cultura italiana. Nel 2019 il PICAI ha dovuto interrompere i corsi di lingua italiana per mancanza di fondi, mobilitando i genitori degli studenti che hanno firmato una petizione per richiedere di reintegrare i contributi.

### Radio e televisione
Figlio di immigrati italiani, Johnny Lombardi nacque a The Ward nel 1915 e fondò una delle prime stazioni radio multilingue in Canada, CHIN nel 1966, a Palmerston-Little Italy.
Dan Iannuzzi ha fondato la prima stazione televisiva multiculturale del Canada (CFMT-TV), che ha iniziato a operare a Toronto nel 1979. Oggi di proprietà di Rogers Sports & Media, è una delle stazioni ammiraglie del network canadese multilingue Omni Television.
Il CJNT di Montréal ha doppiato alcuni dei programmi di E!, compresi quelli basati su documentari come E! True Hollywood Story, in spagnolo, portoghese e italiano, per contribuire a soddisfare parzialmente i requisiti di programmazione etnica di CJNT. La stazione radio multilingue CFMB di Montréal, fondata nel 1962, trasmette programmi in lingua italiana nei giorni feriali dalle 5:00 alle 18:00.
Telelatino (TLN) è un canale canadese in lingua inglese che trasmette principalmente programmi di lifestyle relativi alle culture latinoamericana e italiana, tra cui programmi di cucina e di viaggio, oltre a trasmissioni di calcio internazionale e serie televisive e film mainstream. Telebimbi è un canale speciale in lingua italiana di proprietà di TLN Media Group che trasmette programmi rivolti principalmente ai bambini.
Anche Rai Italia, Mediaset Italia e Mediaset TGCOM 24 sono canali popolari di produzione italiana che possono essere acquistati.

### Giornali e riviste
Il primo giornale in lingua italiana in Canada fu Il Lavoratore, una pubblicazione antifascista fondata a Toronto nel 1936 e attiva per due anni. Seguirono La Voce degli Italo Canadesi, fondata a Toronto (1938-1940) e Il Cittadino Canadese, fondato a Montréal nel 1941, seguito da La Vittoria di Toronto, nel 1942-1943. Nel secondo dopoguerra arrivò Il Corriere Italiano, fondato da Alfredo Gagliardi a Montréal nei primi anni Cinquanta. Il Corriere Canadese, fondato da Dan Iannuzzi nel 1954, è oggi l'unico quotidiano canadese in lingua italiana ed è pubblicato a Toronto; l'edizione del fine settimana (in lingua inglese) è pubblicata come Tandem.
Altri giornali sono Il Marco Polo (Vancouver), fondato nel 1974, Insieme (Montréal), Lo Specchio (Toronto), Panoram Italia (Toronto) fondato nel 2002 da Antonio Zara, L'Ora di Ottawa (Ottawa) e Il Postino (Ottawa). Il Postino è stato fondato nel 2000 da un giovane gruppo di italo-canadesi di Ottawa per trasmettere la storia della comunità italiana di Ottawa. Insieme è stato fondato dalle parrocchie cattoliche italiane di Montréal, ma da allora è diventato di proprietà privata. Tuttavia, mantiene una certa attenzione sugli articoli religiosi.
La rivista Eyetalian è stata lanciata nel 1993 come rivista indipendente di cultura italo-canadese. Ha incontrato difficoltà commerciali e si è orientata verso un formato generale di rivista di lifestyle, prima di terminare le pubblicazioni nel corso degli anni Novanta. Italo di Montréal viene pubblicato sporadicamente ed è scritto in italiano, con alcuni articoli in francese e inglese, che trattano di attualità e notizie sulla comunità. La Comunità è stata rilevata dall'ala giovanile del Congresso nazionale degli italo-canadesi (sezione del Québec) alla fine degli anni Novanta. Ha sperimentato diversi formati, ma è stata poi cancellata per mancanza di fondi. Negli anni Settanta a Montréal fiorì la rivista artistica trilingue Vice Versa. Nel 2003 Domenic Cusmano fondò Accenti, una rivista che si concentrava sulla cultura e sugli autori italo-canadesi.

### Letteratura
La letteratura italo-canadese è emersa negli anni Settanta, quando i giovani immigrati italiani hanno iniziato a conseguire diplomi universitari in tutto il Canada. Alcuni scrittori come Antonio D'Alfonso, Marco Micone, Alexandre Amprimoz e Filippo Salvatore sono bilingui e pubblicano le loro opere in inglese e in italiano. La vecchia generazione di autori come Maria Ardizzi, Romano Perticarini, Giovanni Costa e Tonino Caticchio pubblica in italiano o in inglese e italiano. Gli scrittori più importanti che pubblicano le oro opere in inglese sono i romanzieri Frank G. Paci, Nino Ricci, Caterina Edwards, Michael Mirolla e Darlene Madott. Tra i poeti che scrivono in inglese figurano Mary di Michele, Pier Giorgio Di Cicco e Gianna Patriarca. Nel 1986 questi autori hanno fondato l'Associazione degli Scrittori Italo-Canadesi, e nel 2001 erano 100 gli scrittori attivi che pubblicavano libri di poesia, narrativa, teatro e antologie per questa associazione. Con la pubblicazione nel 1985 di Contrasts: Comparative Essays on Italian-Canadian Writing di Joseph Pivato, è iniziato lo studio accademico di questa letteratura, che ha portato all'esplorazione di altri scritti di minoranze etniche in Canada e ha ispirato altri studiosi come Licia Canton, Pasquale Verdicchio e George Elliott Clarke. Le importanti raccolte di opere letterarie sono: The Anthology of Italian-Canadian Writing (1998) a cura di Joseph Pivato e Pillars of Lace: The Anthology of Italian-Canadian Women Writers (1998) a cura di Marisa De Franceschi. Degno di nota è anche Scrivere la differenza culturale: Italian-Canadian Creative and Critical Works (2015) a cura di Giulia De Gasperi, Maria Cristina Seccia, Licia Canton e Michael Mirolla.